# 完全平方
在数学中，完全平方有两个含义：
- 一个完全平方是可以表示成另一个整数的平方的正整数，也就是说，这个正整数可以写成n2的形式，其中n是整数。 
  - 例如:1, 4, 9, 16, 25, 36, 49, ... 参见平方数。

完全平方可以分解為如下數式:
1=1×1=1²,
4=2×2=2²,
9=3×3=3²...等
- 可以分解成其它表达式的平方的算数表达式(稱為因式分解)，例如：(a ± b)2 =a2 ± 2ab + b2 。（参见和平方或差平方或平方）

## 用平方差代替整数相乘
整数相乘可以完全的写成两个平方的差。
例如：
- {\displaystyle 10\times 10=(10+0)\times (10-0)=10^{2}-0^{2}=100-0=100}
- {\displaystyle 9\times 11=(10-1)\times (10+1)=10^{2}-1^{2}=100-1=99}
- {\displaystyle 8\times 12=(10-2)\times (10+2)=10^{2}-2^{2}=100-4=96}
- {\displaystyle 7\times 13=(10-3)\times (10+3)=10^{2}-3^{2}=100-9=91}

一般的，两个数的乘积等于这两个数和的平均值的平方减差的平均值的平方。
- {\displaystyle A\times B=\left({\frac {A+B}{2}}\right)^{2}-\left({\frac {A-B}{2}}\right)^{2}}

在速算时，运用这个关系式，两个接近的大数的乘法可以转换成平方的减法。这样只要记住相对来说比较少的平方数表，就可以快捷地计算乘积。
如果{\displaystyle A}与{\displaystyle B}一奇一偶，为了避免出现所谓的“半整数”，可以运用以下技巧：
- {\displaystyle A\times B=A\times (B-1)+A}

例子:
- {\displaystyle 27\times 34=(27\times 33)+27=\left(30^{2}-3^{2}\right)+27=900-9+27=918}